# Igney (Vosgi)
Igney è un comune francese di 1 173 abitanti situato nel dipartimento dei Vosgi nella regione del Grand Est.

## Società

### Evoluzione demografica
Abitanti censiti